# Hartmut Riedel
Hartmut Riedel (* 23. November 1943 in Berthelsdorf) ist ein deutscher Sportmediziner und ehemaliger Hochschullehrer.

## Leben
Riedel war Sektionsarzt Leichtathletik des SC Motor Jena, als „externer Habilitant“ forschte er am Forschungsinstitut für Körperkultur und Sport in Leipzig über Anabolika. Ab 1975 war er an einem Versuch mit Speerwerfern mit Orotsäure beteiligt.
Von 1982 bis Herbst 1986 leitete er am Zentralinstitut des Sportmedizinischen Dienstes in Kreischa die Forschungsabteilung. Ab November war er leitender Arzt des Deutschen Verbandes für Leichtathletik der DDR. Er galt als der „absolute Dopingfachmann der DDR“.
Im Mai 1987 setzte er sich bei einer Leichtathletik-Veranstaltung in Österreich von der DDR-Nationalmannschaft ab und floh in die Bundesrepublik Deutschland. Er ging ohne seine Dissertation-B-Schrift (Thema: „Zur Wirkung von anabolen Steroiden auf die sportliche Leistungsentwicklung in den leichtathletischen Sprungdisziplinen“), welche in der DDR als „geheime Verschlusssache“ war, in die Bundesrepublik Deutschland, da er eigenen Angaben nach im selben Jahr mit dem Thema Doping gebrochen hatte. Am Paderborner Sportinstitut lag eine Kopie der Arbeit vor, gelangte aber nicht an die Öffentlichkeit. 1992 wurden Teile von Riedels 1985 angefertigter Dissertation veröffentlicht. Daraus ging laut Sport-Informations-Dienst hervor, dass im Zeitraum 1976 bis 1983 eine Gesamtzahl von 365 DDR-Leichtathleten systematisch gedopt wurden. Riedel gab an, zwecks Vermeidung von Kritik höherer Stellen häufig Mittel ohne Wirkstoffe verabreicht sowie falsche statistische Aufzeichnungen gemacht zu haben. Er glaubte eigener Angabe nach, „mit dem Hinweis auf Nebenwirkungen Sportler und Funktionäre aufklären zu können.“ Der Dopingbekämpfer Werner Franke sagte 2006 über Riedels Dissertation B: „Das gab es nicht mal bei den Nazis, dass jemand mit so einem kriminellen Dreck zu akademischen Würden kommt.“ Einen Bericht im Nachrichtenmagazin Stern, in dem Riedel Einzelheiten über das Doping im Osten preisgeben wollte, ließ er auf Geheiß von August Kirsch (Vorsitzender des Bundesinstituts für Sportwissenschaft) ändern. Das geht aus Akten des Ministeriums für Staatssicherheit hervor.
Riedel, der in der DDR unter anderem über Anabolika geforscht hatte, wurde ab 1. September 1987 unter Heinz Liesen als wissenschaftlicher Mitarbeiter am Sportmedizinischen Institut der Universität Paderborn tätig. Liesen sagte dem Nachrichtenmagazin Der Spiegel 2011, er habe Riedel an sein Institut geholt, da dieser wichtige Arbeit geleistet hatte, nämlich indem er den Nachweis erbracht habe, „dass man keine hohen Anabolika-Dosierungen braucht“. Zudem habe Riedel belegen können, „wie man Nebenwirkungen verhindert, ohne an Leistungsfähigkeit einzubüßen.“ Er habe Riedel als seriösen Mann empfunden, der „der die Gesundheit der Athleten in den Mittelpunkt stellte“, so Liesen. 1989 wurde er dank eines Gutachtens von Joseph Keul sowie der Empfehlung Wildor Hollmanns Professor an der Fakultät für Sportwissenschaft der Universität Bayreuth. Zuvor hatte Riedel in einer Prüfung durch Hollmann angegeben, er sei „im Bereich pharmakologischer Leistungsbeeinflussung“ tätig gewesen. Hollmann habe dazu keine weiteren Fragen gestellt, da das Thema für sein Kölner Institut „völlig uninteressant“ gewesen sei. „Doping kam bewusst nicht zur Sprache“, so Hollmann später.
Die Professur in Bayreuth hatte Riedel bis Ende 1993 inne. Im November 1993 hatte er seine Entlassung aus dem Hochschuldienst beantragt, nachdem Vorwürfe gegen ihn erhoben worden waren, denen zufolge er Sportlern Dopingmittel verabreicht und für das Ministerium für Staatssicherheit gearbeitet haben soll. Eine Tätigkeit für die Stasi hatte Riedel zuvor abgestritten. Schon vor dem Ende seiner Tätigkeit in Bayreuth versuchte Liesen Riedel als Professor an die Uni Paderborn zurückzuholen, was die Fakultät jedoch ablehnte. In der Bundesrepublik war Riedel zeitweise auch für die Betreuung der Mittelstrecklerinnen in der Leichtathletik verantwortlich.
Später war Riedel als Orthopäde tätig. Im Oktober 1999 wurde er vom Amtsgericht Berlin-Tiergarten wegen Beihilfe zur Körperverletzung in sieben Fällen und wegen Körperverletzung in elf Fällen zu einer Strafe von 180 Tagessätzen je 60 D-Mark verurteilt.